# 林伍德 (加利福尼亚州)
林伍德（英語：Lynwood），是美国加利福尼亚州洛杉矶县下属的一座城市。建市于1921年7月21日，面积大约为4.84平方英里（12.5平方公里）。根据2010年美国人口普查，该市有人口69,772人。